# Jettenbach (Beilstein)
Jettenbach ist ein Weiler im Landkreis Heilbronn im nördlichen Baden-Württemberg, der einst zu Schmidhausen zählte und mit diesem 1971 zur Stadt Beilstein kam.

## Geografie

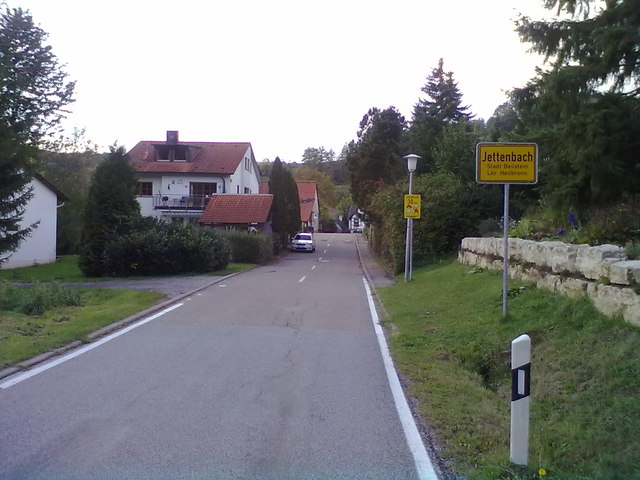
Ortseingang

Jettenbach liegt im Schwäbisch-Fränkischen Wald etwa zwei Kilometer nordöstlich von Schmidhausen am linken Ufer des Schmidbachtals, das von Nordosten bei Löwenstein kommend nach Schmidhausen im Südwesten abfällt. Der Weiler Jettenbach ist der Hanglage folgend in die beiden Siedlungskerne Ober- und Unterjettenbach unterteilt.

## Geschichte

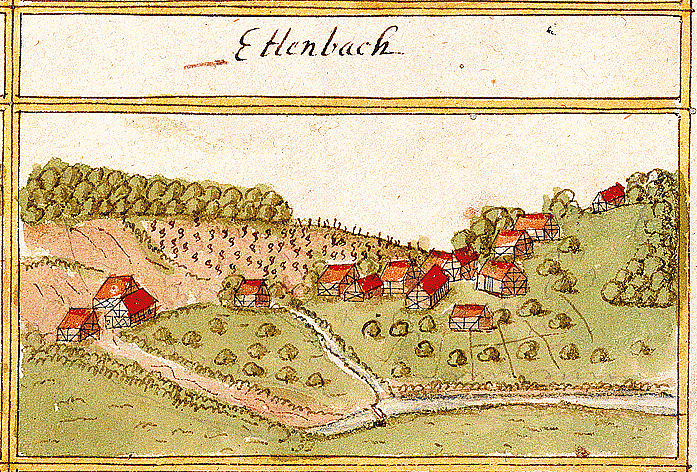
Zeichnung von 1685

Jettenbach zählt zu den Rodungs- und Waldweilern, die von Schmidhausen aus gegründet wurden. Der Weiler teilt im Wesentlichen die Geschichte von Schmidhausen und kam mit diesem und seinen weiteren Weilern von den Herren Hummel von Lichtenberg an Württemberg, danach an die Herren von Urbach und von diesen 1443 an die Pfalzgrafen bei Rhein und dadurch an die Grafen von Löwenstein, die den Besitz ab 1510 als württembergisches Mannlehen innehatten. 
Im 16. Jahrhundert gab es vier Lehen im Weiler, die sich insgesamt rund 109 Morgen Fläche teilten. Wiesen bildeten dabei mit 49 Morgen den größten Anteil, gefolgt von Äckern (38 Morgen), Wald (20 Morgen) und Weinbergen (2 Morgen). 1753 gab es 16 Herdstellen in Jettenbach, 1810 gab es 128 Einwohner. 
Bei der Umsetzung der neuen Verwaltungsgliederung im Königreich Württemberg wurde Jettenbach 1810 mit Schmidhausen dem Oberamt Marbach zugeordnet.
1839 war mit 156 Einwohnern ein Höchststand erreicht, danach nahm die Einwohnerzahl bis um das Jahr 1900 auf unter 100 Personen ab.
1933, nach der Einführung des verpflichtenden Reichsarbeitsdienstes, wurde der zuvor in Billensbach untergebrachte und vormals freiwillige Arbeitsdienst nach Unterjettenbach verlegt, von wo er zuvor schon eine Straße nach Klingen erbaut hatte. In Unterjettenbach wurde ein aus mehreren Baracken bestehendes Lager errichtet. Die dort untergebrachten Arbeitstrupps rodeten von 1934 bis 1938 rund 40 Hektar des Nonnenwaldes und außerdem weitere Waldflächen, weiterhin wurde vom Reichsarbeitsdienst auch die Entwässerung des Schmidbachtals zwischen Schmidhausen und Billensbach geregelt und der Gewässerverlauf begradigt. Von 1938 bis 1940 war in den Baracken der weibliche Arbeitsdienst untergebracht, und später dienten die Gebäude noch als Flüchtlingsunterkünfte, bevor sie in den 1960er Jahren abgerissen wurden.
Von 1969 bis 1983 wuchs die Bevölkerung von 97 auf 135 Einwohner an.

## Sehenswürdigkeiten

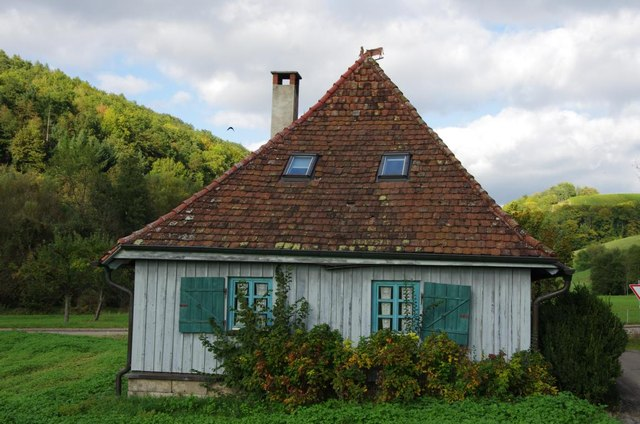
Alte Kelter

Die Alte Kelter in den Weinbergen außerhalb von Jettenbach wurde um 1730 errichtet und 1888 um den südlichen Anbau erweitert. Zur Kelterung von Wein diente das Gebäude bis um 1940, früher als Pferdestall, heute als Kleinkunstbühne genutzt.